# Regione di K'ašat'aġ
La regione di K'ašat'aġ (in armeno Քաշաթաղ?, traslitterato anche Kashatagh o Qashatagh) è stata una regione dell'Artsakh (fino al 2017 denominata Repubblica del Nagorno Karabakh), con capoluogo Berjor che contava circa 1 900 abitanti.
Complessivamente la regione si estendeva su 3376 km² per una popolazione totale di oltre diecimila unità suddivisa in tre comunità urbane e cinquantuno rurali con 108 aree popolate.

## Geografia fisica
Tutta la regione è attraversata da nord a sud dal fiume Hakari che dopo essersi congiunto all'armeno Vorotan si getta nelle acque dell'Araks. Il paesaggio è montuoso soprattutto nella parte nord occidentale interessata dall'altopiano del Karabakh mentre diviene pianeggiante verso il confine con l'Iran. Poco più di 150 000 ettari sono interessati da coltivazioni agricole, circa 167 000 sono coperti da boschi e foreste.
A seguito della guerra civile siriana un certo numero di armeni residenti in Siria decise di trasferirsi nella regione di Kashatagh, principalmente a Berjor e Kovsakan.

## Storia
Raggruppava gli attuali distretti azeri di Laçın, Qubadlı e Zəngilan, tutti esterni alla vecchia Oblast Autonoma del Nagorno Karabakh, ma rientranti nell'ambito della repubblica al termine della prima guerra del Nagorno Karabakh. Proprio la conquista del cosiddetto "corridoio di Laçın" permise agli armeni di far girare a proprio favore le sorti della guerra; negli anni del controllo armeno di quest'area restò questa la via di comunicazione più agevole con la confinante Armenia, grazie anche alla più recente strada che congiungeva l'armena Goris alla capitale dell'Artsakh Step'anakert.

## Monumenti e luoghi d'interesse
Poco a nord di Berjor, risalendo per alcuni chilometri il corso del torrente Aghavnaget si raggiunge il monastero di Tsitsernakvank ("delle rondini") dove si dice sia passato l'apostolo Pietro. Si tratta di uno dei meglio preservati esempi di basilica armena, a tre navate, edificata nel quarto secolo.
Ancora poco più a nord si trova un'altra importante testimonianza dell'architettura religiosa armena, la chiesa di Jhayrapor Yeghetsi. Sempre in zona sorgono il monastero del tredicesimo secolo Mknatami Khach e le rovine della chiesa di Varzgom datata fra il nono e l'undicesimo secolo, unico esempio di chiesa armena con doppio altare.
A sud di Berjor si estende quindi la zona di Qubadlı, con l'ex capoluogo distrettuale Sanasar (dove sono presenti alcune comunità di curdi), e ancora più a meridione quella di Zəngilan con la cittadina ora chiamata Kovsakan.

## Lista delle comunità regionali[4]

### Comunità urbane
- Berjor
- Kovsakan
- Miǰnavan

### Comunità rurali (parte settentrionale)
- Aghavno
- Aghbakherti
- Aghbradzor
- Ani
- Antamedj
- Aparan
- Ardjadzor
- Artashat
- Artashavi
- Arvakan
- Bazmatus
- Berdik
- Budaghadzor
- Chormank
- Drakhtik (Kashatagh)
- Gahanist
- Gandza
- Ghazarapat
- Gihut
- Goghtanik
- Hak
- Hakhnasar
- Hatamashen
- Haytagh
- Herik
- Himnashen
- Hochants
- Khachintap
- Karaglukh
- Karegah
- Margis
- Martiros
- Meghrashen
- Melikashen
- Mirik
- Movsesashen
- Msheni
- Noraberd
- Norashenik
- Shalua
- Shamk
- Shrkavank
- Sis
- Sonasar
- Spitaldjur
- Sus
- Tandzut
- Tzitzernavank
- Yeznagomer
- Ukhtadzor
- Urmia
- Vakunis
- Varazgom
- Vazgenashen
- Verishen
- Zorakach
- Zorataigh

### Comunità rurali (parte meridionale)
- Aghavnatun
- Angeghtun
- Azatasheg
- Davtashen
- Djanfida
- DJirali
- Dzorap
- Getap
- Hale
- Harar
- Haykazian
- Ishkhanadzor
- Karashen
- Kashunik
- Mamark
- Maratuk
- Martunashen
- Meghvadzor
- Melikahogh
- Moradjur
- Partez
- Sanasar
- Saratk
- Suarants
- Tzaghkaberd
- Vanotsa
- Vardabats
- Verin Kashunik
- Znganadzor